# Halinen
Halinen est un quartier du district Nummi-Halinen à Turku en Finlande,.

## Description
Le quartier d'Halinen est un  situé le long du fleuve Aurajoki.  
Les zones d'immeubles résidentiels du quartier sont situées dans le centre de Halinen, qui est entouré d'un grand nombre de maisons individuelles. 
Halinen est plus généralement un ensemble de maisons individuelles et de maisons de ville avec une majorité de maisons individuelles.
Halinen se caractérise par de vastes zones forestières et une grande partie inhabitée, qui créent des opportunités d'activités de plein air et de loisirs pour les résidents.

## Colline du village d'Halinen
La plus ancienne zone habitée d'Halinen est la colline du village d'Halinen, sur les rives du fleuve Aurajoki, qui a été habitée en permanence depuis l'âge du fer. 
La structure traditionnelle du village est encore préservée et les bâtiments datent principalement du XIXème et du début du XXeme siècle. 
Avec ses voisins, les rapides Halistenkoski, Kylämäki forme l'un des environnements culturels bâtis d'importance nationale de la Finlande.

## Galerie

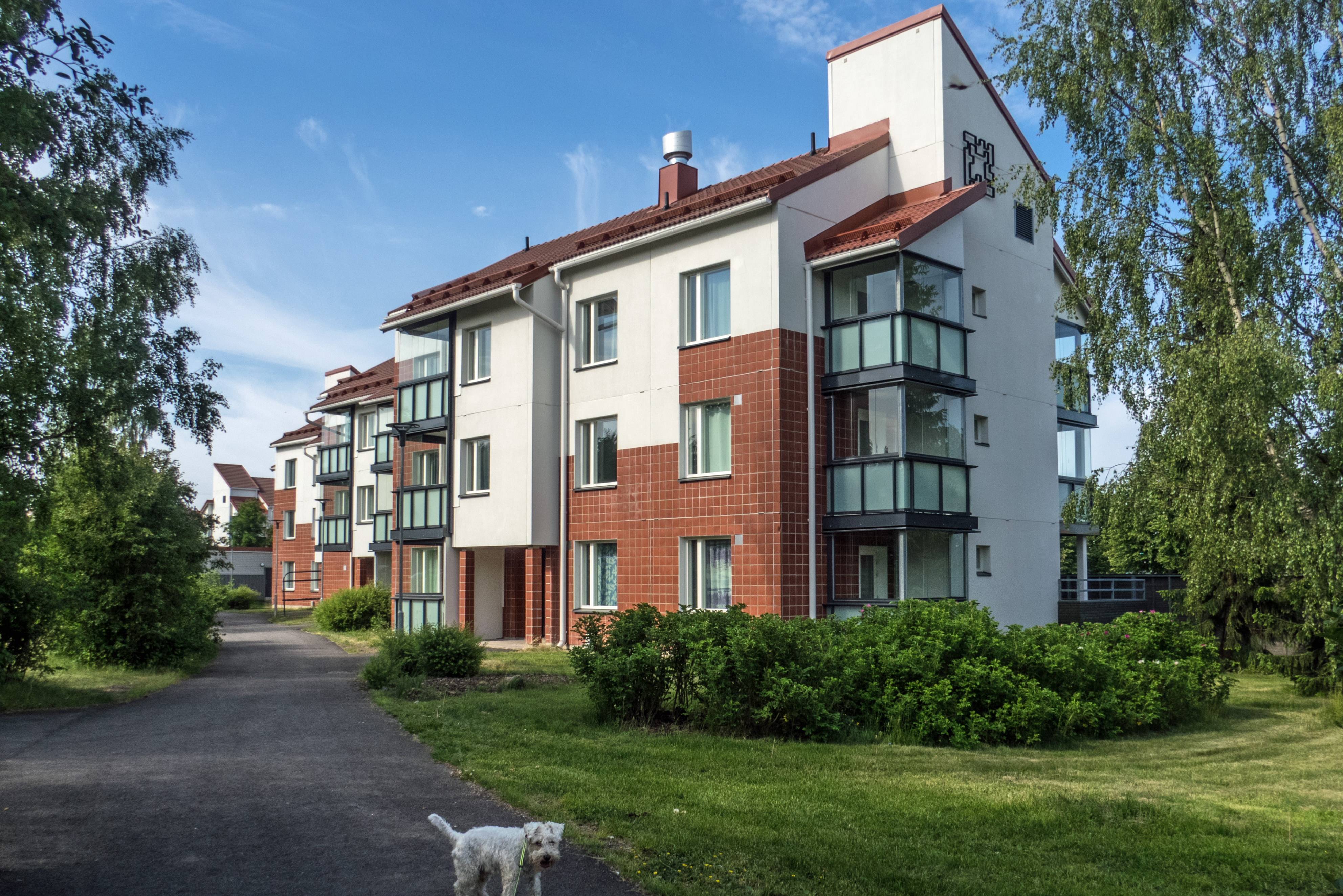
Résidence universitaire.
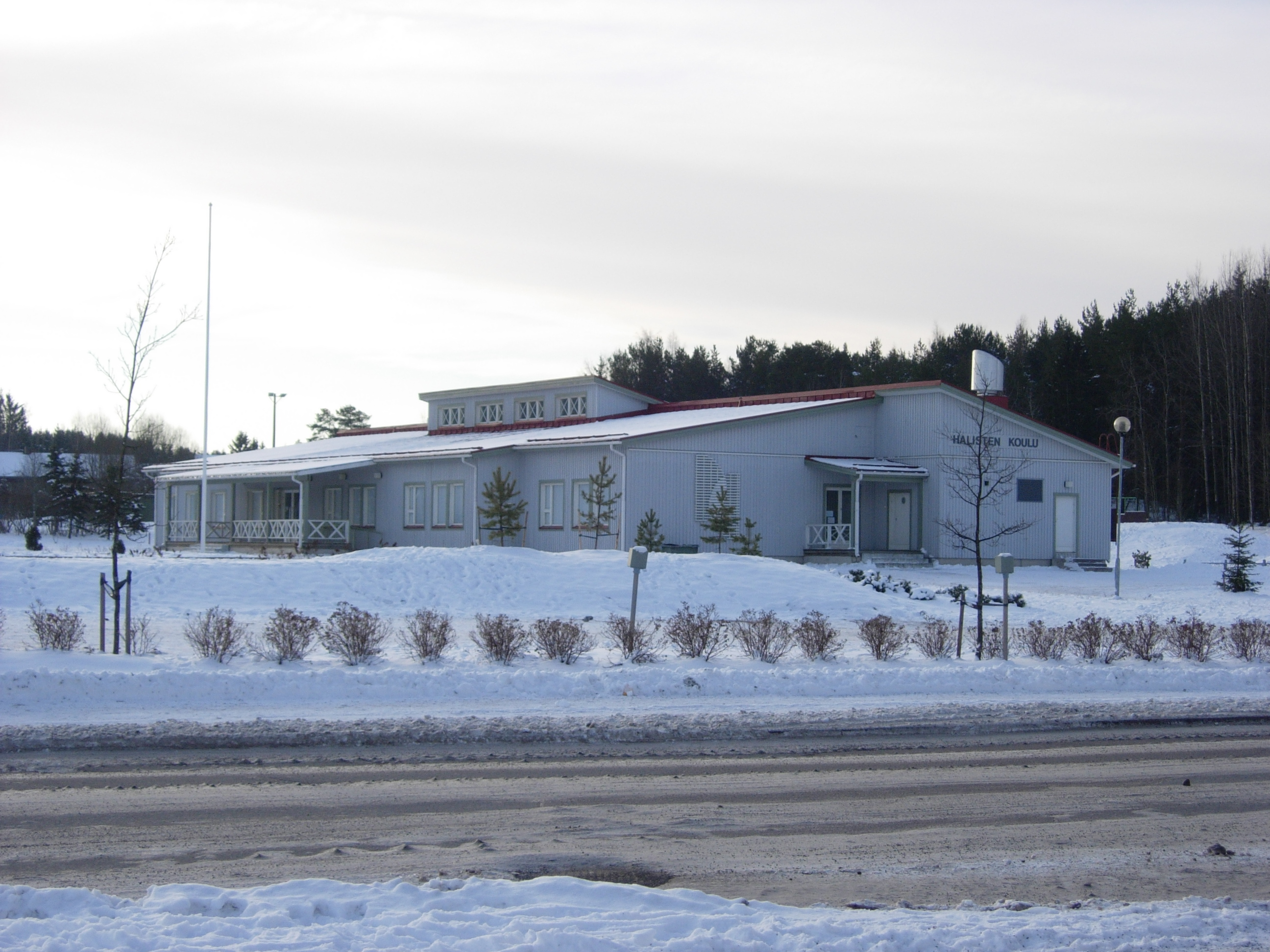
École d'Halinen.
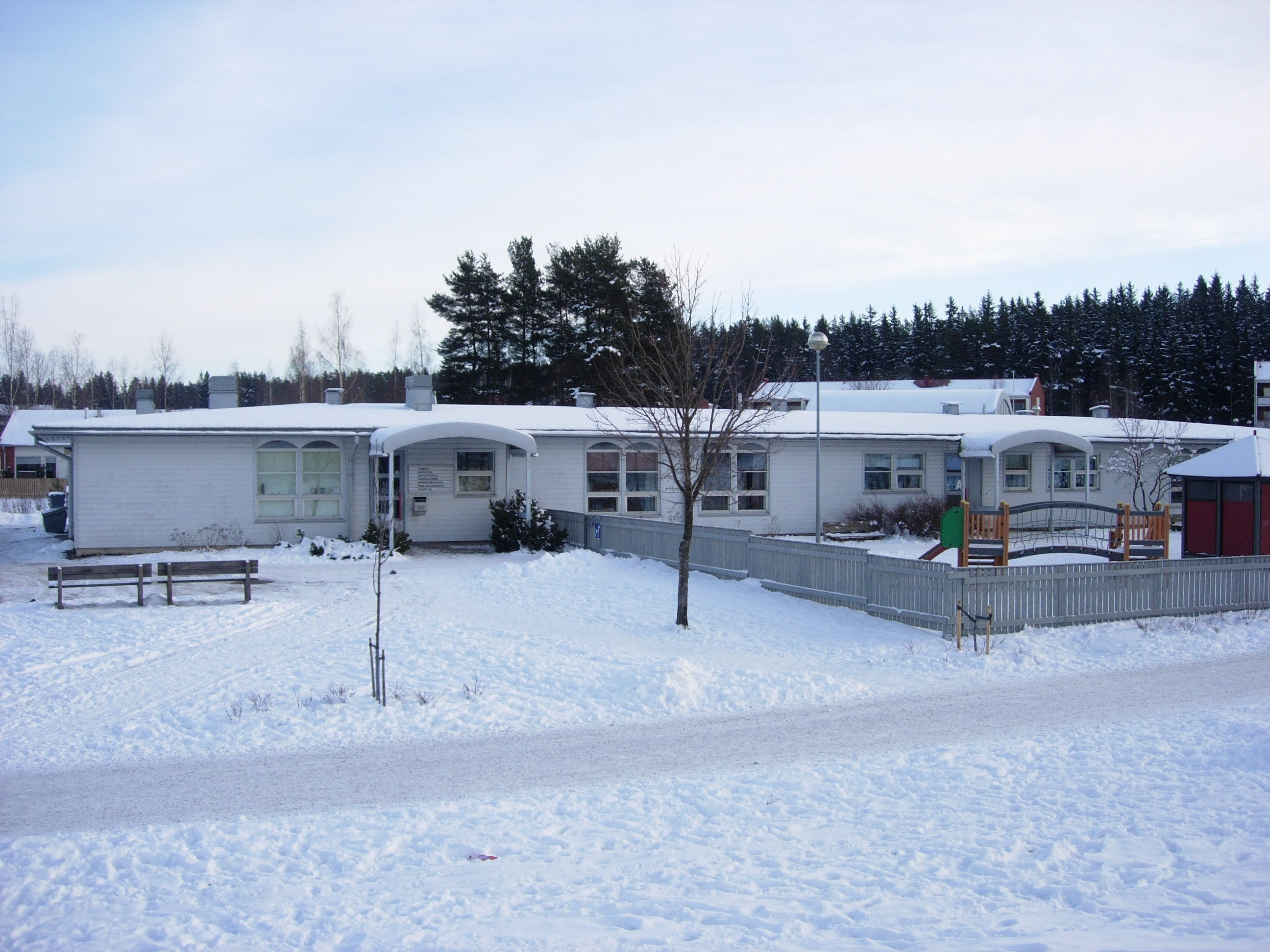
Jardin d'enfants d'Halinen.
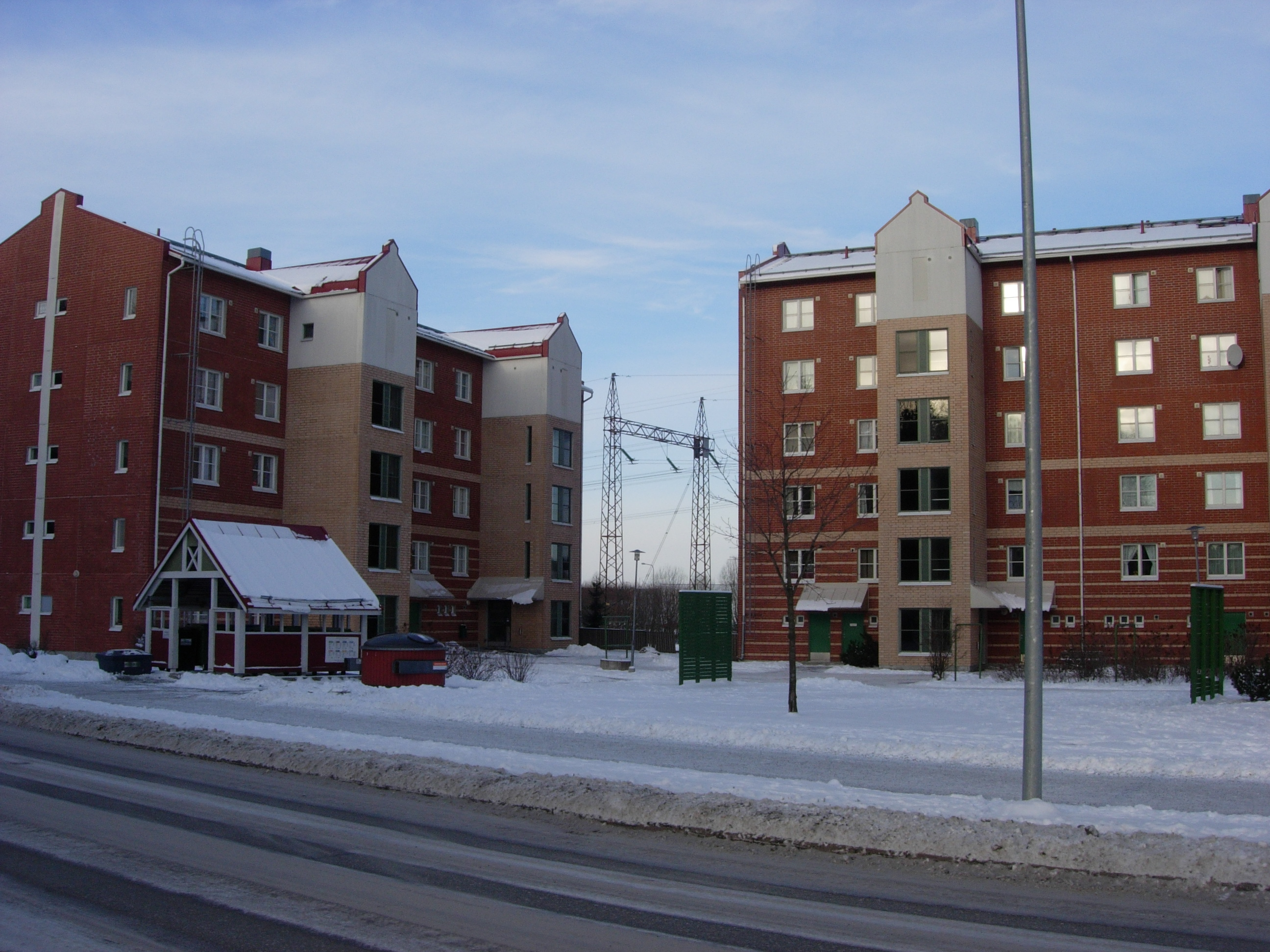
Paavinkatu 10.
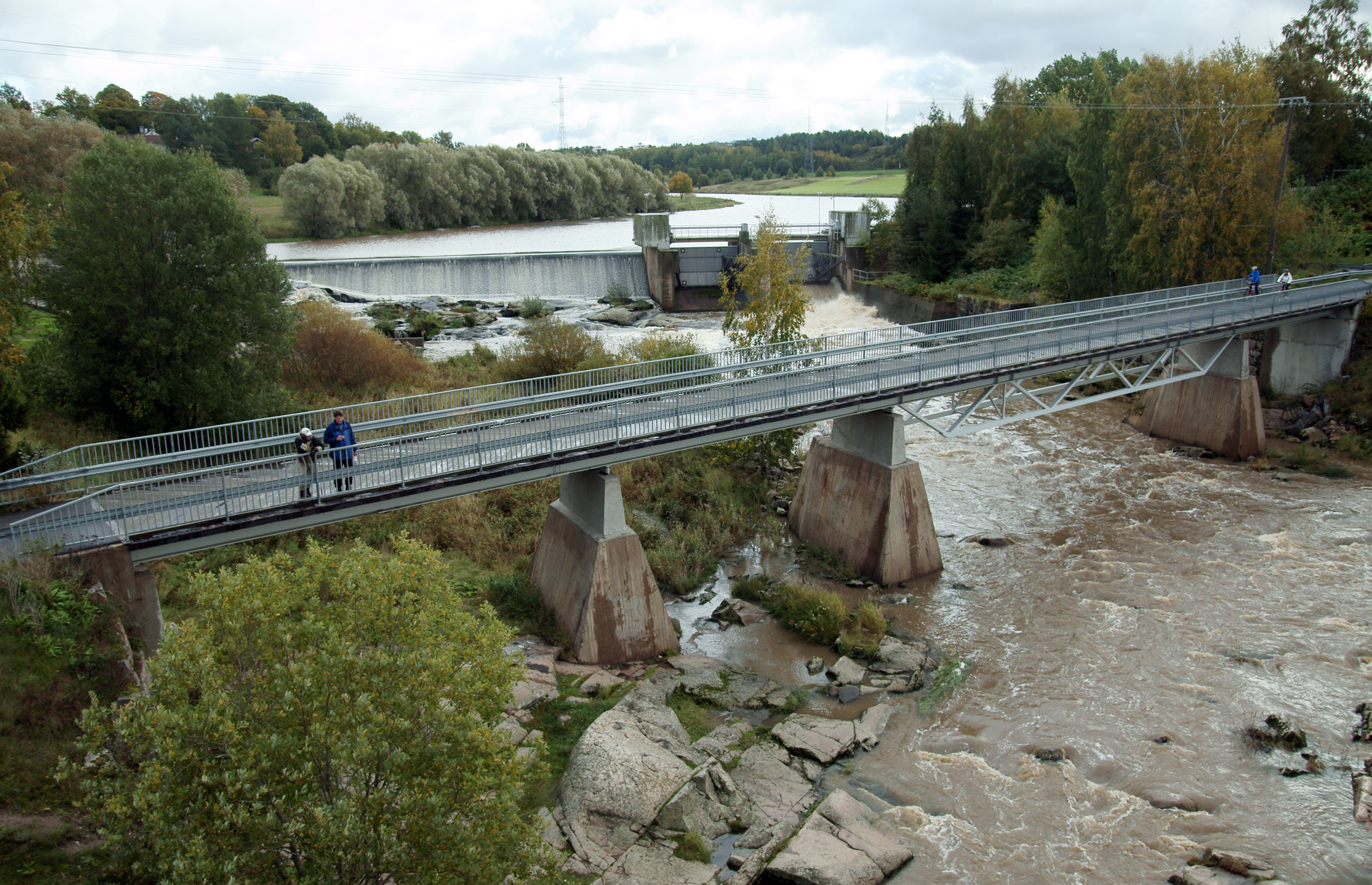
Rapides Halistenkoski.
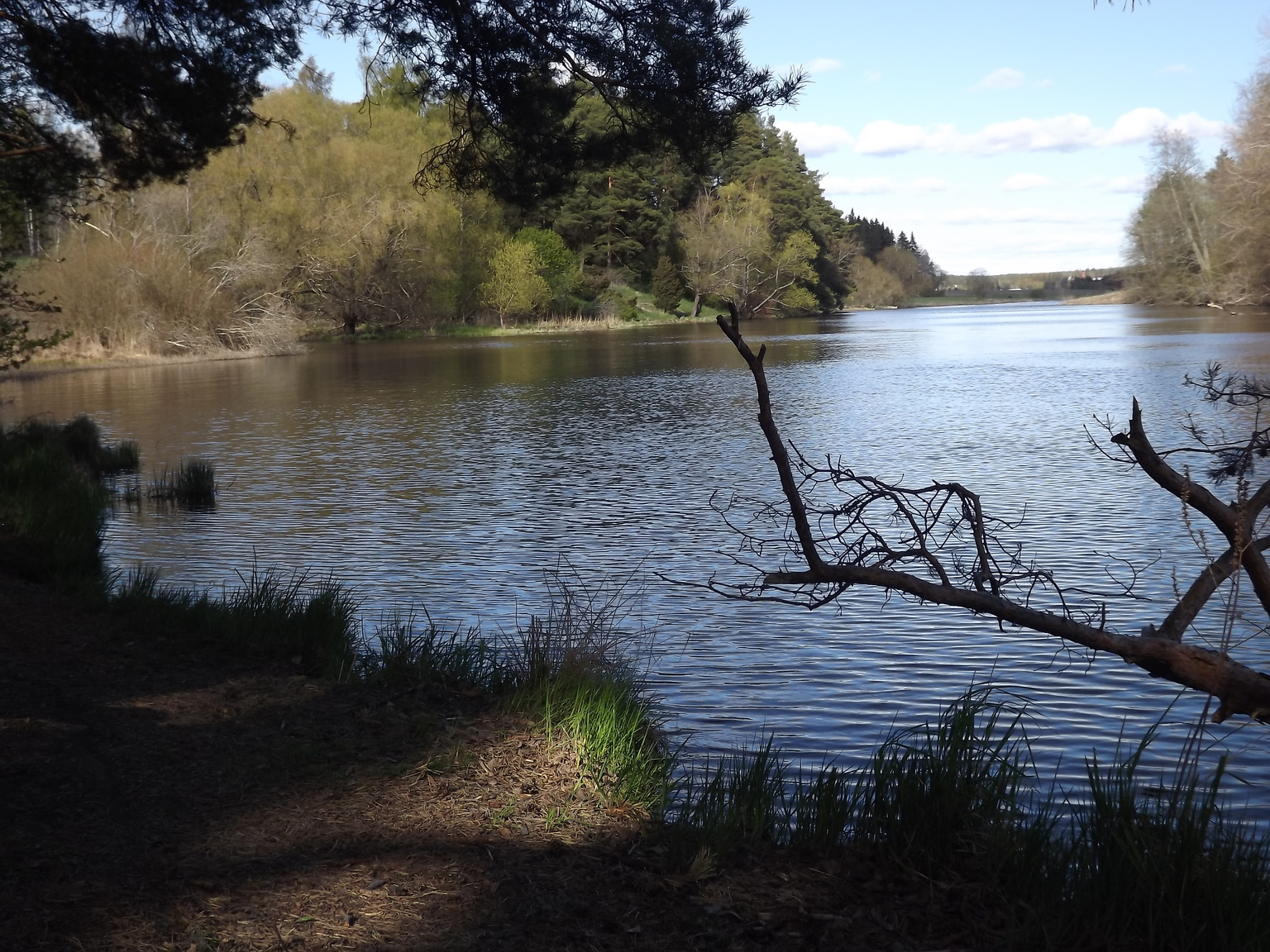
Komosten kummut.